# Liga Invernal Veracruzana 2012-2013
La Temporada 2012-2013 de la Liga Invernal Veracruzana fue la edición número 8 de la segunda etapa de este circuito.
Por decisión unánime, se definió durante una junta de la liga que la Temporada 2012-2013 se llamara "Ramón Arano", en homenaje a uno de los grandes beisbolistas que dio el estado de Veracruz y que recientemente había fallecido.
Asimismo, a partir de esta temporada el equipo campeón del circuito representaría a México en la Serie Latinoamericana.
El equipo campeón fue Brujos de Los Tuxtlas, derrotando en la Serie Final 4 juegos a 1 a los Gallos de Santa Rosa, bajo el mando del mánager Pedro Meré.

## Cambios en la competencia
A partir de esta temporada desaparecieron las zonas (Zona Centro y Zona Sur), quedando un solo grupo.
Para esta campaña se aumentó de 10 a 12 equipos

## Equipos participantes
Temporada "Ramón Arano"
| Liga Invernal Veracruzana 2012-2013 |                             |                                      |
| Equipo                              | Sede                        | Estadio                              |
| Atléticos de Medellín               | Medellín, Veracruz          | Alfredo "Zurdo" Ortiz                |
| Brujos de Los Tuxtlas               | San Andrés Tuxtla, Veracruz | Aurelio Ballados                     |
| Cafeteros de Córdoba                | Córdoba, Veracruz           | "Beisborama"                         |
| Chicataneros de Huatusco            | Huatusco, Veracruz          | Centenario                           |
| Chileros de Xalapa                  | Xalapa, Veracruz            | Deportivo Colón                      |
| Gallos de Santa Rosa                | Ciudad Mendoza, Veracruz    | Deportivo Esfuerzo Obrero            |
| Indios Limoneros de Cuitláhuac      | Cuitláhuac, Veracruz        | Facundo Moreno                       |
| Jicameros de Oluta                  | Oluta, Veracruz             | Emiliano Zapata                      |
| Marlines de Boca del Río            | Veracruz, Veracruz          | Deportivo Universitario "Beto Ávila" |
| Rojos de Veracruz                   | Veracruz, Veracruz          | Deportivo Universitario "Beto Ávila" |
| Tigres de Tuxpan                    | Túxpam, Veracruz            | José "Pepe" Bache                    |
| Tobis de Acayucan                   | Acayucan, Veracruz          | La Arrocera                          |